# Jordan 192
El Jordan 192 fue un coche de Fórmula 1 diseñado por Gary Anderson y utilizado por el equipo  Jordan en la temporada 1992 de Fórmula 1. El coche número 32 fue conducido por el italiano Stefano Modena y el número 33 por el brasileño Maurício Gugelmin, ambos nuevos en el equipo.

## Diseño

### Chasis
El diseño era prácticamente idéntico al de su predecesor, con una gran diferencia en la cubierta del motor y el alerón delantero.

### Motor
Después de una exitosa temporada de debut en 1991, el equipo perdió el suministro de motores Ford debido a grandes deudas. En cambio, Jordan firmó un contrato para ejecutar el Yamaha OX99 3.5L V12, que se suministró de forma gratuita. Uno de los problemas fue que el equipo ya había comenzado a trabajar en el 192 con la expectativa de que continuaría usando el Ford V8 en lugar del Yamaha V12, mucho más grande.

## Resumen de la temporada
En comparación con 1991, 1992 fue una temporada desastrosa para Jordan. El equipo tuvo graves problemas de fiabilidad (en particular, sobrecalentamiento), con Gugelmin retirándose de siete de las primeras nueve carreras y Modena no pudo terminar una carrera hasta la duodécima carrera de la temporada en Bélgica. Modena tampoco logró clasificarse en cuatro ocasiones. El equipo no sumó ningún punto hasta la última carrera de la temporada en Australia, cuando Modena terminó sexto. Con este punto, Jordan quedó en el puesto 11 en el Campeonato de Constructores.
El 192 fue reemplazado en 1993 por el 193, que estaba propulsado por un motor Hart V10.

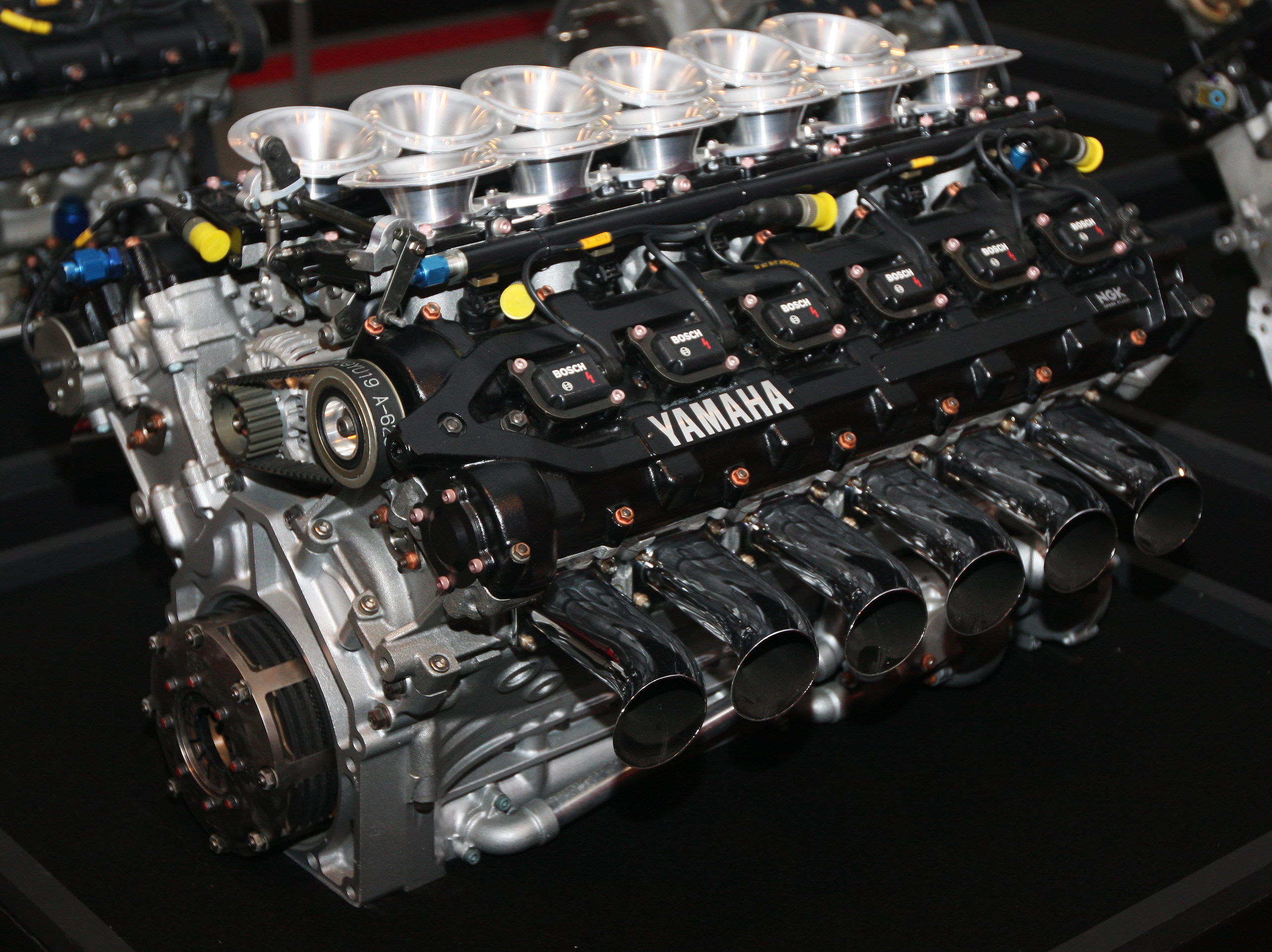
El motor Yamaha OX99 que impulsó el 192.

## Livery
Durante las pruebas de pretemporada, el coche se pintó con una decoración provisional verde antes de cambiar a un azul claro para reflejar al nuevo patrocinador principal del equipo, Sasol, reemplazando a 7 Up junto con Philips Car Systems, Kyosho y otros patrocinadores más pequeños.
En los Grandes Premios que no permitían la marca de tabaco, los logotipos de Barclay fueron reemplazados por el emblema de una marca.

## Resultados
(Clave) (negrita indica pole position) (cursiva indica vuelta rápida)

| Año     | Motor      | Neu. | N.º | Pilotos           | 1   | 2   | 3   | 4   | 5   | 6   | 7   | 8   | 9   | 10  | 11  | 12  | 13  | 14  | 15  | 16  | Puntos | Pos. |
| ------- | ---------- | ---- | --- | ----------------- | --- | --- | --- | --- | --- | --- | --- | --- | --- | --- | --- | --- | --- | --- | --- | --- | ------ | ---- |
| 1992    | Yamaha V12 | G    |     |                   | RSA | MEX | BRA | ESP | SMR | MON | CAN | FRA | GBR | GER | HUN | BEL | ITA | POR | JPN | AUS | 1      | 11.º |
| 1992    | Yamaha V12 | G    | 32  | Stefano Modena    | DNQ | Ret | Ret | DNQ | Ret | Ret | Ret | Ret | Ret | DNQ | Ret | 15  | DNQ | 13  | 7   | 6   | 1      | 11.º |
| 1992    | Yamaha V12 | G    | 33  | Maurício Gugelmin | 11  | Ret | Ret | Ret | 7   | Ret | Ret | Ret | Ret | 15  | 10  | 14  | Ret | Ret | Ret | Ret | 1      | 11.º |
| Fuente: |            |      |     |                   |     |     |     |     |     |     |     |     |     |     |     |     |     |     |     |     |        |      |